# RZ Рыб
RZ Рыб (лат. RZ Piscium) — переменная звезда, которая находится в созвездии Рыбы на расстоянии около 550 световых лет от Солнца.

## Характеристики
RZ Рыб представляет собой оранжевый субгигант; она не видна невооружённым глазом.
В 1929 году немецкий астроном Куно Хофмейстер открыл переменность звезды, отнеся её к классу типа Алголя. В 1956 году советский астроном Владимир Цесевич обнаружил непериодичность в минимумах её переменности. Более детально звезда изучалась, начиная с 1970-х годов. Её отнесли к подклассу звёзд типа UX Ori на основании трёх факторов: глубоких алголе-подобных минимумов, эффекта поголубения и увеличения степени линейной поляризации в минимумах. Это означает, что звезда окружена диском из пыли и газа, в котором присутствуют крупные планетообразные объекты.
Наблюдения в 2017 году командой астрономов из Рочестерского университета показали, что температура поверхности звезды составляет около 5600 кельвинов, что сопоставимо с температурой поверхности нашего Солнца. Однако RZ Рыб значительно моложе: её возраст оценивается приблизительно в 30—50 миллионов лет. Также было определено, что непериодические падения яркости звезды связаны с плотными образованиями из пыли и газа, которые появились в результате уничтожения одной или нескольких планет.